# Wolfgang Karrer
Wolfgang Karrer (* 3. Dezember 1941 in Potsdam) ist ein deutscher Amerikanist und Professor für Literatur in Osnabrück.

## Leben
Wolfgang Karrer wurde 1941 als Sohn von Lisa Karrer, geborene Mundhenke, und des Arztes Karl-Heinz Karrer, einem Nachfahren von Philipp Jakob Karrer, geboren. Er studierte Anglistik, Germanistik und Philosophie in Freiburg im Breisgau, Kiel und Bonn. Nach der Promotion 1969 an der Universität Bonn bei Arno Esch war er zunächst von 1969 bis 1974 Wissenschaftlicher Assistent in Bochum, danach von 1974 bis 1976 Assoc. Prof. in St. Louis (USA). Von 1976 bis 2007 war er ordentlicher Professor (C 3) für US-amerikanische Literatur an der Universität Osnabrück. Im Jahr 1971 hatte er Maria Roman geheiratet. Aus der Ehe ging die Tochter Katja hervor.

## Schriften (Auswahl)
- Die Metaphorik in Dylan Thomas’ „Collected Poems“. Eine syntaktische Untersuchung. Bonn 1971, ISBN 3-416-00722-0.
- mit Eberhard Kreutzer: Daten der englischen und amerikanischen Literatur. Von 1890 bis zur Gegenwart. 2 Bände München 1973–1979. Neuauflage ebenda 1983, ISBN 3-423-03107-7.
- Parodie, Travestie, Pastiche. München 1977.
- als Hrsg. mit Peter Bruck: The Afro-American Novel since 1960. Amsterdam 1982.
- Intertextualität als strukturelle und elementare Reproduktion. In: Ulrich Broich, Manfred Pfister (Hrsg.): Intertextualität. Formen, Funktionen, anglistische Fallstudien. Tübingen 1985, S. 98–116.
- als Hrsg. mit Hartmut Lutz: Minority Literatures in North America. Frankfurt 1990.
- Titles and Mottoes as Intertextual Devices. In: Intertextuality. Ed. H. F. Plett, Berlin 1991, S. 122–134.
- als Hrsg. mit Barbara Puschmann: The African American Short Story, 1970 to 1990. Trier 1993.
- Vom „Kultur“-Begriff zur Kulturanalyse. In: Klaus Garber (Hrsg.): Kulturwissenschaft des 20. Jahrhunderts. München 2002, S. 335–348.
- Limit Thinking and Boundary Rhetoric. A Genealogy of Borders. Focus. Papers in English Literary and Cultural Studies (Pécs, Hungary, 2006), 12–37.
- Die Literatur der USA. Ein sozialgeschichtlicher Überblick. Hamburg 2008.